# Чоплень
Чоплень (рум. Ciopleni) — село в Криулянском районе Молдавии. Наряду с сёлами Хрушова и Кетроаса входит в состав коммуны Хрушова.

## География
Село расположено на высоте 43 метра над уровнем моря.

## Население
По данным переписи населения 2004 года, в селе Чоплень проживает 1180 человек (553 мужчины, 627 женщин).
Этнический состав села:
| Национальность | Число жителей | Процентный состав |
| -------------- | ------------- | ----------------- |
| молдаване      | 1169          | 99,07             |
| русские        | 7             | 0,59              |
| украинцы       | 3             | 0,25              |
| прочие         | 1             | 0,08              |
| Всего          | 1180          | 100 %             |